# Амоніотелічні тварини
Амоніотелічні тварини — організми, що виводять амінний нітроген у вигляді розчинного амонію як результат дезамінування. До амніотелічних огранізмів належать найпростіші, ракоподібні, плоскі черви, кнідарії, голкошкірі та інші водні безхребетні.
До амніотелічних організмів належать також більшість хребетних тварин, що мешкають у воді.
Амоній дуже токсичний для тканин і надзвичайно розчинний у воді.
Амонітелія є однією з трьох основних форм виділення нітрогену з організму. Інші два — це уреотелія та урикотелія.